# Materlândia
Materlândia é um município brasileiro do estado de Minas Gerais. Sua população, recenseada em 2022 era de 3 963 habitantes.

## Geografia
Localiza-se na Mesorregião do Vale do Rio Doce.